# Crotalaria intonsa
Crotalaria intonsa är en ärtväxtart som beskrevs av Roger Marcus Polhill. Crotalaria intonsa ingår i släktet sunnhampor, och familjen ärtväxter. Inga underarter finns listade i Catalogue of Life.